# نسبتاً قانونی
کم و بیش قانونی (انگلیسی: Fairly Legal) یک مجموعه تلویزیونی است که در سال‌های ۲۰۱۱ و ۲۰۱۲ از یواس‌ای نتورک روی آنتن رفت.